# Neotrichia dikeros
Neotrichia dikeros är en nattsländeart som beskrevs av Oliver S. Flint Jr. 1983. Neotrichia dikeros ingår i släktet Neotrichia och familjen smånattsländor. Inga underarter finns listade i Catalogue of Life.